# Laoxialu (sockenhuvudort i Kina, Hubei Sheng, lat 30,19, long 114,97)
Laoxialu är en sockenhuvudort i Kina. Den ligger i provinsen Hubei, i den centrala delen av landet, omkring 80 kilometer sydost om provinshuvudstaden Wuhan. Antalet invånare är 38 256. Befolkningen består av 18 282 kvinnor och 19 974 män. Barn under 15 år utgör 13,0 %, vuxna 15-64 år 77 %, och äldre över 65 år 9,0 %.
Runt Laoxialu är det tätbefolkat, med 397 invånare per kvadratkilometer. Närmaste större samhälle är Huangshi, 9,7 km nordost om Laoxialu. Trakten runt Laoxialu består till största delen av jordbruksmark.
Genomsnittlig årsnederbörd är 1 963 millimeter. Den regnigaste månaden är maj, med i genomsnitt 276 mm nederbörd, och den torraste är januari, med 55 mm nederbörd.